# Thuyết bán phiếm thần

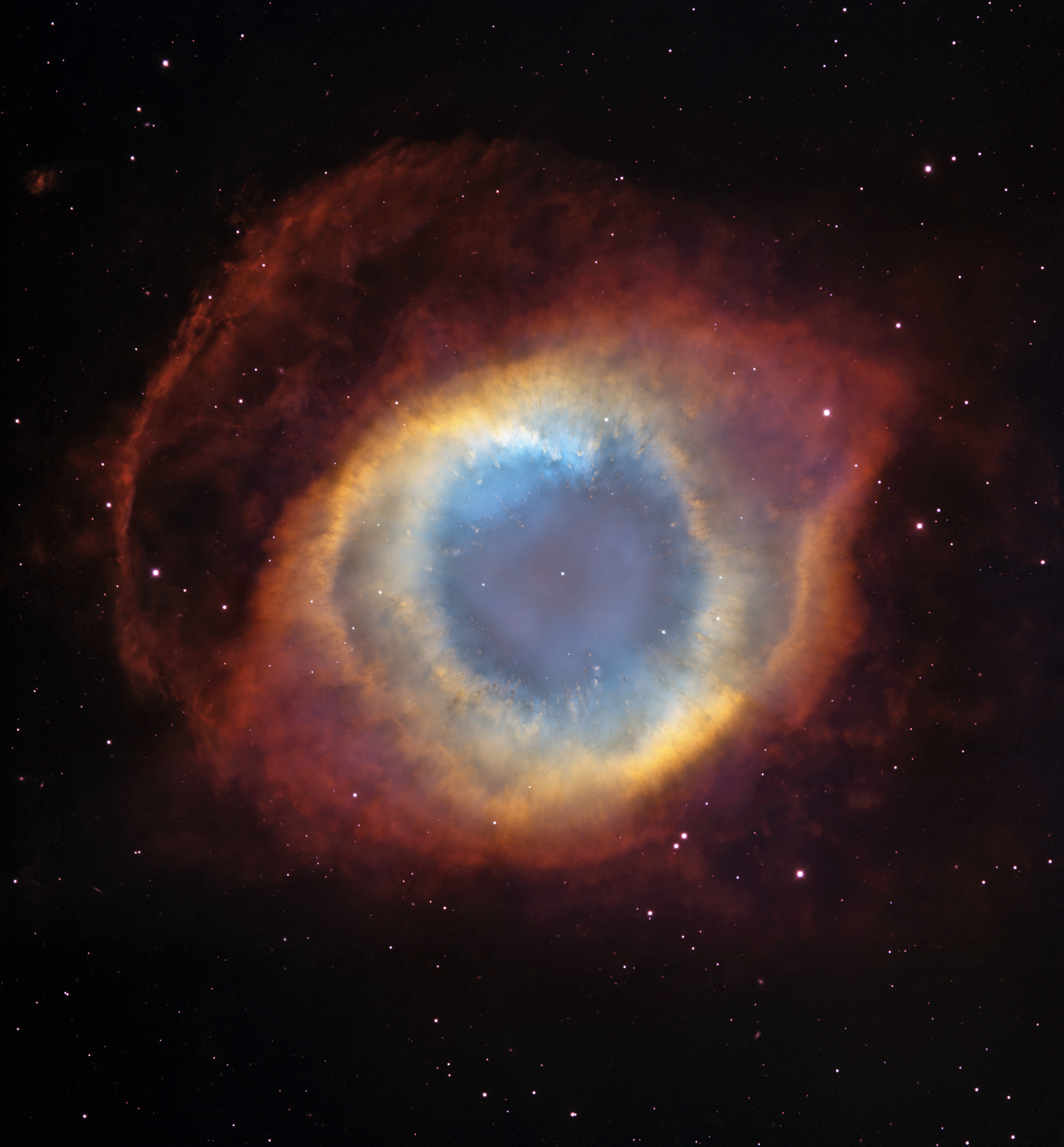
Trong thiên hà vũ trụ tồn tại tinh vân Xoắn Ốc với hình dạng giống như một con mắt của Đấng chí tôn hay con mắt của Chúa (Thiên Nhãn)

Thuyết bán phiếm thần hay Vạn vật tại thần (Panentheism) là niềm tin rằng thần thánh giao cắt mọi phần của vũ trụ và quyền năng thần thánh cũng vượt ra ngoài không gian và thời gian và đó là uy quyền tối hậu. Theo luận thuyết này thì Thượng đế chứa đựng toàn bộ vũ trụ, nhưng Ngài còn vĩ đại hơn và vượt ra ngoài vũ trụ đó. Vũ trụ là một phần của Thượng đế, nhưng không phải là toàn bộ Thượng đế. Thuật ngữ bán phiếm thần được triết gia người Đức Karl Krause đặt ra vào năm 1828 để phân biệt các ý tưởng của Georg Wilhelm Friedrich Hegel (1770–1831) và Friedrich Wilhelm Joseph Schelling (1775–1854) về mối quan hệ giữa Chúa và vũ trụ từ thuyết phiếm thần của Baruch Spinoza, sau khi xem lại kinh điển Ấn Độ giáo. Không giống như thuyết phiếm thần, cho rằng thần thánh và vũ trụ là giống hệt nhau, thuyết bán phiếm thần duy trì sự phân biệt bản thể học giữa thần thánh và phi thần thánh và tầm quan trọng của cả hai.

## Dẫn luận
Trong thuyết bán phiếm thần, thì tinh thần phổ quát hiện diện ở khắp mọi nơi, đồng thời mang tính "sự siêu việt" khi tất cả mọi thứ được tạo ra. Trong khi thuyết phiếm thần khẳng định rằng "tất cả là Chúa" thì thuyết phiếm thần cũng cho rằng Chúa vĩ đại hơn vũ trụ. Một số phiên bản của thuyết bán phiếm thần cho rằng vũ trụ không gì khác hơn là sự biểu hiện của Chúa hay Thượng đế hay Đấng chí tôn, Đấng tối cao. Ngoài ra, một số hình thức cho thấy vũ trụ được chứa đựng trong Chúa/Đấng Tối cao giống như trong khái niệm Kabbalah của Tzimtzum. Phần lớn triết lý Hindu mang đặc trưng của cả thuyết bán phiếm thần và thuyết phiếm thần.
Baruch Spinoza sau đó tuyên bố rằng "Bất cứ điều gì có đều ở trong Chúa, và không có Chúa thì không gì có thể tồn tại hoặc được hình thành". "Những thứ riêng lẻ không là gì ngoài sự sửa đổi các thuộc tính của Chúa, hoặc các phương thức mà các thuộc tính của Chúa được thể hiện một cách cố định và rõ ràng". Mặc dù Spinoza được gọi là "nhà tiên tri" và "hoàng tử" của thuyết phiếm thần, trong một lá thư gửi Henry Oldenburg Spinoza nói rằng: "Đối với quan điểm của một số người rằng tôi đồng nhất thần thánh với thiên nhiên (được coi là một loại khối lượng hoặc vật chất hữu hình), họ khá là nhầm rồi". Đối với Spinoza, vũ trụ (vũ trụ) của chúng ta là một chế độ có hai thuộc tính Suy nghĩ và Mở rộng.
Chúa có vô số thuộc tính khác không có trong thế giới của chúng ta. Theo triết gia người Đức Karl Jaspers, khi Spinoza viết "Deus sive Natura" (Chúa hay Tự nhiên), Spinoza không có ý nói rằng Chúa và Tự nhiên là những thuật ngữ có thể hoán đổi cho nhau, mà đúng hơn là sự siêu việt của Chúa đã được chứng thực bởi vô số thuộc tính của Ngài , và hai thuộc tính được con người biết đến, đó là Tư tưởng và Mở rộng, biểu thị sự nội tại của Chúa. Hơn nữa, Martial Guéroult đề xuất thuật ngữ "thuyết bán phiếm thần", thay vì "thuyết phiếm thần" để mô tả quan điểm của Spinoza về mối quan hệ giữa Chúa và thế giới. Thế giới không phải là Chúa, nhưng theo nghĩa mạnh mẽ, nó ở "trong" Chúa. Tuy nhiên, triết gia người Mỹ và người theo thuyết phiếm thần tự cho mình là Charles Hartshorne gọi triết học của Spinoza là "thuyết phiếm thần cổ điển" và phân biệt triết học của Spinoza với thuyết phiếm thần.

## Hiện tượng
Nhận thức về hình ảnh tôn giáo trong các hiện tượng tự nhiên khi người ta nhận thấy mọi người cảm nhận được các hình ảnh có tâm linh hoặc chủ đề hoặc nội dung tôn giáo dưới hình dạng của các hiện tượng tự nhiên. Các hình ảnh được cảm nhận, cho dù là hình ảnh thánh hay có thể là khuôn mặt của các nhân vật tôn giáo nổi tiếng hoặc sự biểu hiện của các biểu tượng tâm linh trong môi trường tự nhiên, hữu cơ hoặc các hiện tượng tự nhiên. Sự xuất hiện hoặc sự kiện của nhận thức có thể thoáng qua hoặc thoáng qua hoặc có thể lâu dài hơn. Hiện tượng này dường như tiếp cận một phổ quát văn hóa và thường có thể đi kèm với tín ngưỡng sùng bái tự nhiên, thuyết vật linh và Bái vật giáo, cùng với các hệ thống tín ngưỡng chính thức hoặc có tổ chức hơn.
Trong truyền thống Cơ đốc giáo, nhiều trường hợp được báo cáo liên quan đến hình ảnh của Chúa Giê-su hoặc các nhân vật Cơ đốc giáo khác được nhìn thấy. Hiện tượng ban đầu thuộc loại này là Acheiropoieta: hình ảnh của các biểu tượng Kitô giáo lớn như Chúa Giêsu và Đức Trinh Nữ Maria được cho là được tạo ra bằng các phương tiện siêu nhiên. Từ Acheropite xuất phát từ tiếng Hy Lạp ἀχειροποίητος, có nghĩa là "không được tạo ra bởi bàn tay con người", và thuật ngữ này lần đầu tiên được áp dụng cho Tấm vải liệm Turin và Tấm màn che Veronica. Sau đó, thuật ngữ này được áp dụng rộng rãi hơn cho Simulacrum có tính chất tôn giáo hoặc tâm linh xảy ra trong các hiện tượng tự nhiên, đặc biệt là những hiện tượng được các tín đồ coi là có nguồn gốc kỳ bí huyền diệu. Về mặt khoa học, những hình ảnh kiểu như vậy thường được mô tả là một dạng Pareidolia. Đây là một nhận thức sai lầm về hình ảnh do những gì được lý thuyết là tâm trí con người quá nhạy cảm với các mẫu nhận thức, đặc biệt là mô hình khuôn mặt con người, trong các hiện tượng ngẫu nhiên khác.